# Оклахома Сити
Оклахома Сити (енгл. Oklahoma City) главни и највећи је град у америчкој савезној држави Оклахома. Број становника по попису из 2020. је 681.054.
Оклахома Сити је основан за време трке за земљом 1889, прве од пет трка за земљом у будућој Оклахоми. Оклахома Сити је један од највећих градова у регији Великих равница у САД.
У Оклахома Ситију је извршен бомбашки напад на Федералну зграду Алфред П. Мара 1995, највећи терористички напад на америчком тлу пре напада 11. септембра и најдеструктивнији чин домаћих терориста у америчкој историји.
Град је исто тако обележен својом локацијом у америчкој Алеји торнада, па сваког пролећа трпи снажне олује с грмљавином, праћене снажним ветровима, крупним градом и торнадима.

## Географија
Оклахома Сити се налази на надморској висини од 366 m.

### Клима
| Клима (Оклахома Сити)      | Клима (Оклахома Сити) | Клима (Оклахома Сити) | Клима (Оклахома Сити) | Клима (Оклахома Сити) | Клима (Оклахома Сити) | Клима (Оклахома Сити) | Клима (Оклахома Сити) | Клима (Оклахома Сити) | Клима (Оклахома Сити) | Клима (Оклахома Сити) | Клима (Оклахома Сити) | Клима (Оклахома Сити) | Клима (Оклахома Сити) |
| Показатељ \ Месец          | .Јан.                 | .Феб.                 | .Мар.                 | .Апр.                 | .Мај.                 | .Јун.                 | .Јул.                 | .Авг.                 | .Сеп.                 | .Окт.                 | .Нов.                 | .Дец.                 | .Год.                 |
| -------------------------- | --------------------- | --------------------- | --------------------- | --------------------- | --------------------- | --------------------- | --------------------- | --------------------- | --------------------- | --------------------- | --------------------- | --------------------- | --------------------- |
| Средњи максимум, °C (°F)   | 10 (50)               | 13 (55)               | 17 (63)               | 22 (72)               | 27 (81)               | 31 (88)               | 34 (93)               | 34 (93)               | 29 (84)               | 23 (73)               | 17 (63)               | 11 (52)               | 22,3 (72,1)           |
| Просек, °C (°F)            | 4 (39)                | 7 (45)                | 11 (52)               | 16 (61)               | 21,5 (70,7)           | 25,5 (77,9)           | 28 (82)               | 28 (82)               | 23 (73)               | 16,5 (61,7)           | 10,5 (50,9)           | 5 (41)                | 16,3 (61,3)           |
| Средњи минимум, °C (°F)    | −2 (28)               | 1 (34)                | 5 (41)                | 10 (50)               | 16 (61)               | 20 (68)               | 22 (72)               | 22 (72)               | 17 (63)               | 11 (52)               | 4 (39)                | −1 (30)               | 10,4 (50,7)           |
| Количина падавина, mm (in) | 35,3 (13,9)           | 41,9 (16,5)           | 77,7 (30,59)          | 78,0 (30,71)          | 118,1 (46,5)          | 125,2 (49,29)         | 74,4 (29,29)          | 83,3 (32,8)           | 103,1 (40,59)         | 94,2 (37,09)          | 50,3 (19,8)           | 47,8 (18,82)          | 929,3 (365,87)        |
| [ тражи се извор ]         |                       |                       |                       |                       |                       |                       |                       |                       |                       |                       |                       |                       |                       |

## Демографија
По попису из 2010. године број становника је 579.999, што је 73.867 (14,6%) становника више него 2000. године.
|                   | 2010.            | 2000.            |
| Укупно            | 579 999 (100,0%) | 506 132 (100,0%) |
| Белци             | 328 582 (56,65%) | 327 225 (64,65%) |
| Хиспаноамериканци | 100 038 (17,25%) | 51 368 (10,15%)  |
| Афроамериканци    | 87 354 (15,06%)  | 77 810 (15,37%)  |
| Остали            | 40 715 (7,020%)  | 32 134 (6,349%)  |
| Азијати           | 23 310 (4,019%)  | 17 595 (3,476%)  |

## Партнерски градови
- Тајпеј
- Хајкоу
- Пуебла
- Рио де Жанеиро
- Тајнан
- Уљановск
- Јехуд